# I tre desideri
I tre desideri è un film del 1937 diretto da Giorgio Ferroni e Kurt Gerron.

## Critica
Filippo Sacchi su il Corriere della Sera del 19 dicembre 1937 "... Il film vorrebbe essere una parafrasi moderna, della vecchia storia applicata sulle vicende di una ragazza con ambizioni teatrali e di un giovane ingegnere, con ambizioni inventorie, ma non ha né il profumo né lo spirito, che il genere di queste allegorie richiede, e soprattutto non ne ha nemmeno il senso, perché per amore del lieto fine gli autori hanno rinunciato all'ironica moralità finale..."